# Montréal (Ardèche)

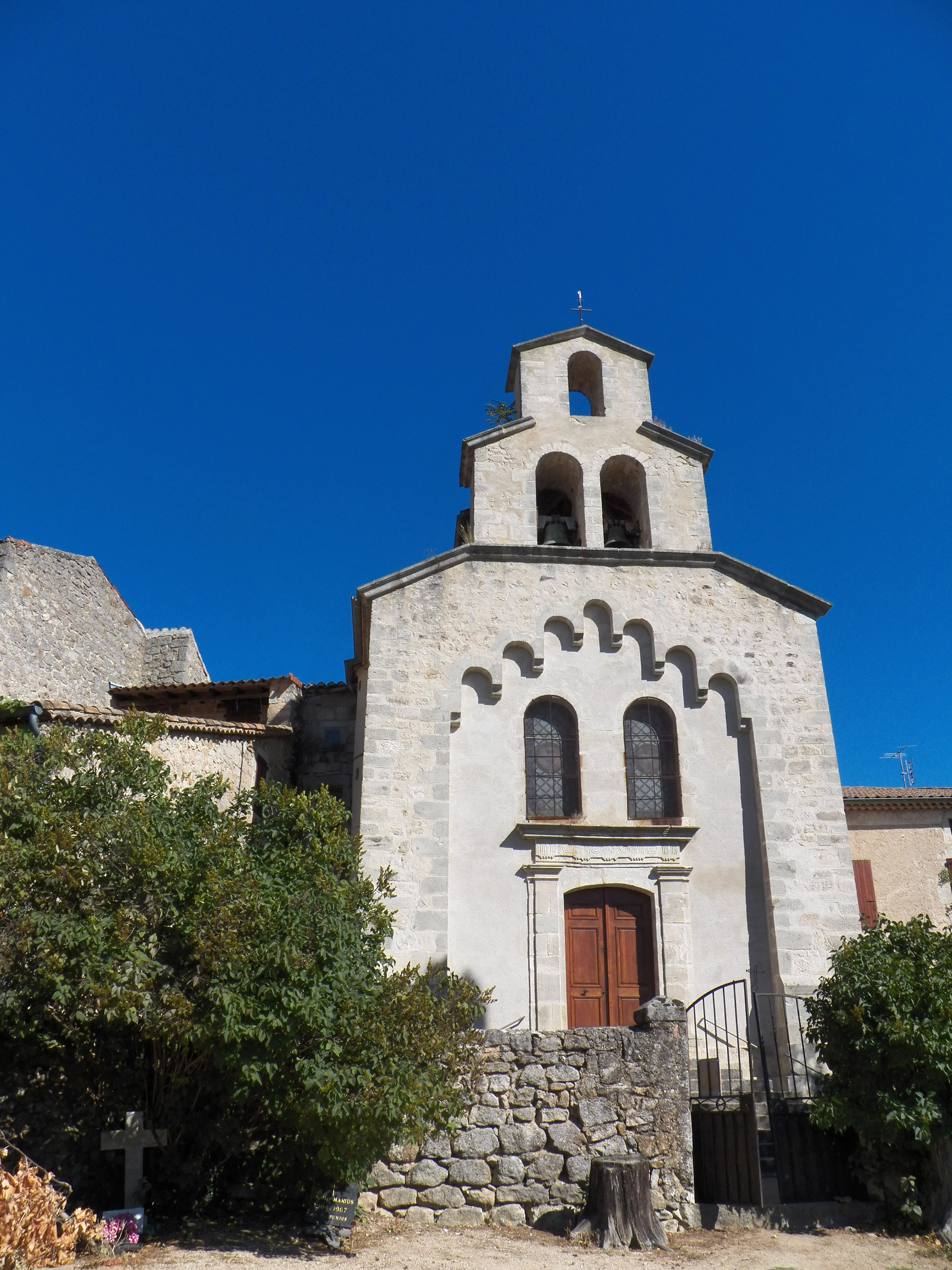
Kościół św. Marka (2011)

Montréal – miejscowość i gmina we Francji, w regionie Owernia-Rodan-Alpy, w departamencie Ardèche.
Według danych na rok 1990 gminę zamieszkiwało 381 osób, a gęstość zaludnienia wynosiła 62 osoby/km² (wśród 2880 gmin regionu Rodan-Alpy Montréal plasuje się na 1251. miejscu pod względem liczby ludności, natomiast pod względem powierzchni na miejscu 1423.).